# Apocalypse Dudes
Az 1998-as Apocalypse Dudes a norvég Turbonegro együttes negyedik nagylemeze. Norvégiában a Virgin Records gondozásában jelent meg CD-n, Németországban a Boomba Records 12 hüvelykes hanglemezen és CD-n, a Bitzcore Records pedig 12 hüvelykes hanglemezen adta ki. Az Egyesült Államokban 1999. január 26-án jelent meg a Man's Ruin és a Sympathy for the Records Industry gondozásában 12 hüvelykes hanglemezen és CD-n. Új kiadása 2003. január 27-én jelent meg, Svédországban a Burning Heart Records, az USA-ban az Epitaph Records gondozásában. Norvégiában 2003-ban lett aranylemez.
Az Apocalypse Dudes megjelenése előtt a Turbonegro underground együttesnek számított, de a lemez meghozta számukra a hírnevet. Ez az utolsó albumuk a felbomlásuk és 2002-es újraegyesülésük előtt. Az Apocalypse Dudes az ún. apokalipszis trilógia első része.
Az album szerepel az 1001 lemez, amit hallanod kell, mielőtt meghalsz című könyvben. Az Age of Pamparius a Wildboyz című MTV-műsor betétdala.

## Az album dalai
|     | Cím                                     | Szerző(k)   | Hossz |
| --- | --------------------------------------- | ----------- | ----- |
| 1.  | The Age of Pamparius                    | Turbonegro  | 5:59  |
| 2.  | Selfdestructo Bust                      | Turbonegro  | 2:55  |
| 3.  | Get It On                               | Turbonegro  | 4:08  |
| 4.  | Rock Against Ass                        | Turbonegro  | 3:49  |
| 5.  | Don't Say Motherfucker, Motherfucker    | Turbonegro  | 2:10  |
| 6.  | Rendezvous with Anus                    | Turbonegro  | 1:59  |
| 7.  | Zillion Dollar Sadist                   | Turbonegro  | 3:20  |
| 8.  | Prince of the Rodeo                     | Turbonegro  | 3:45  |
| 9.  | Back to Dungaree High                   | Turbonegro  | 2:57  |
| 10. | Are You Ready (For Some Darkness)       | Turbonegro  | 3:35  |
| 11. | Monkey on Your Back                     | Turbonegro  | 2:52  |
| 12. | Humiliation Street                      | Turbonegro  | 5:54  |
| 13. | Good Head                               | Turbonegro  | 4:08  |
| 14. | Prince of the Rodeo (kislemez változat) | Turbonegro  |       |
| 15. | Suffragette City (feldolgozás)          | David Bowie |       |

## Közreműködők

### Turbonegro
- Hank Von Helvete (Hans Erik Dyvik Husby) – ének
- Euroboy (Knut Schreiner) – szólógitár
- Rune Rebellion (Rune Grønn) – ritmusgitár
- Pål Pot Pamparius (Pål Bottger Kjærnes) – billentyűk és ütőhangszerek
- Happy-Tom (Thomas Seltzer) – basszusgitár
- Chris Summers (Christer Engen) – dob

### Produkció
- Martin Anderson – fényképek
- Oliver Brand – vezető
- Christian A. Calmeyer – hangmérnök
- Rocco Clein – vezető
- Dimitri 'from Oslo' Kayiambakis – művészi munka
- Marco Finger – fényképek
- Pal Klaastad – hangmérnök

### Fordítás
Ez a szócikk részben vagy egészben az Apocalypse Dudes című angol Wikipédia-szócikk ezen változatának fordításán alapul.  Az eredeti cikk szerkesztőit annak laptörténete sorolja fel. Ez a jelzés csupán a megfogalmazás eredetét és a szerzői jogokat jelzi, nem szolgál a cikkben szereplő információk forrásmegjelöléseként.